# District d'Eger
Le district d'Eger (en hongrois : Egri járás) est un des 7 districts du comitat de Heves en Hongrie. Créé en 2013, il compte 87 630 habitants et rassemble 22 localités : 20 communes et 2 villes dont Eger, son chef-lieu.
Cette entité existait déjà auparavant jusqu'à la réforme territoriale de 1983 qui a supprimé les districts.

## Localités
- Andornaktálya
- Bátor
- Demjén
- Eger
- Egerbakta
- Egerbocs
- Egercsehi
- Egerszalók
- Egerszólát
- Feldebrő
- Felsőtárkány
- Hevesaranyos
- Kerecsend
- Maklár
- Nagytálya
- Noszvaj
- Novaj
- Ostoros
- Szarvaskő
- Szúcs
- Tarnaszentmária
- Verpelét